# Thomas Josef Wehlim

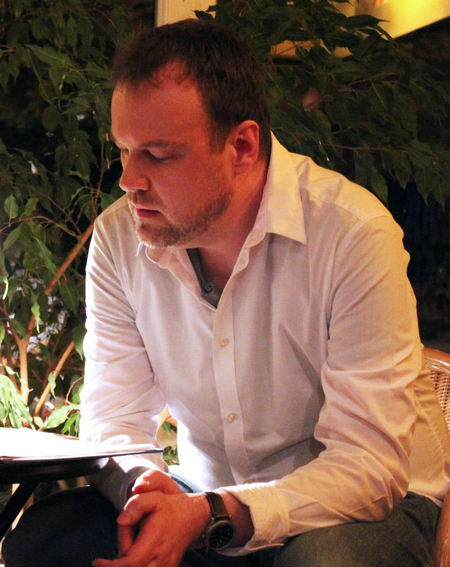
Thomas Josef Wehlim bei einer Lesung in Leipzig 2012

Thomas Josef Wehlim (* 1966 in Witten) ist ein deutscher Schriftsteller.

## Leben
Thomas Josef Wehlim wuchs am Rhein auf und studierte Mathematik in Mainz. Derzeit lebt er in Leipzig. Wehlim schreibt Lyrik, Prosa sowie Theaterstücke. 2021 war er postpoetry.NRW-Preisträger, beim Irseer Pegasus 2011 erhielt er den zweiten Platz. Neben den Buchpublikationen veröffentlicht Wehlim auch in Anthologien und Literaturzeitschriften.

## Werke
- Der längste Weg. Roman. Edition Offenes Feld 2020.  ISBN 978-3-7519-1456-7
- Zweierlei Krieg. Roman. Edition Offenes Feld 2017.  ISBN  978-3-7431-7911-0
- Eisenbahnzüge. Roman. Edition Rugerup 2015.  ISBN 978-3-942955-50-8
- Legende von Schatten. Roman. Edition Rugerup 2013.  ISBN 978-3-942955-36-2
- Die Tage des Kalifats. Roman. Edition Rugerup 2011, ISBN 978-3-942955-08-9
- Kapitulationen. Erzählungen. fhl Verlag Leipzig 2011, ISBN 978-3-942829-83-0

## Rezensionen
- Legende von Schatten: Frankfurter Allgemeine Zeitung, Kritik in Kürze, 3. September 2013; Nordwestradio (Radio Bremen / NDR), Literaturzeit, 6. Juli 2013 (wiederholt am 7. und 8. Juli 2013), Rezensentin: Lore Kleinert.
- Die Tage des Kalifats: Leipziger Volkszeitung, 9. Dezember 2011, Rezensent: Hartwig Hochstein.
- Kapitulationen: Leipziger Volkszeitung, 21. September 2011, Rezensentin: Annegret Faber.